# مركز الأمير سلطان الحضاري (جازان)
مركز الأمير سلطان بن عبد العزيز الحضاري بمدينة جازان يشتمل على العديد من المرافق ومنها: قاعة للاحتفالات والمؤتمرات ومركز للمعارض ومسرح مفتوح صمم بشكل معماري خدمي وصالات لكبار الزوار والضيوف ومناطق مخصصة للنساء.